# Ethan Ampadu
Ethan Kwame Colm Raymond Ampadu (n. 14 septembrie 2000, Exeter, Anglia, Regatul Unit) este un fotbalist britanic, care joacă pe post de fundaș sau mijlocaș la Leeds United în EFL Championship. Pe plan internațional, are prezențe la națională pentru Țara Galilor U17⁠(d), Țara Galilor U19⁠(d) și Țara Galilor.